# Blue Bird Tour 2020
Die 2. Blue Bird Tour 2020 sollte eine Reihe von Skisprungwettkämpfen sein, die als zweite Ausgabe der Blue Bird Tour in Russland den Abschluss des Damen-Weltcups 2019/20 zwischen dem 14. und 22. März 2020 gebildet hätte. Die Tour sollte wie im Vorjahr aus zwei Wettbewerben auf der Normalschanze Tramplin Stork in Nischni Tagil sowie aus jeweils einem Wettbewerb auf der Normal- und der Großschanze der Schanzenanlage Sneschinka von Tschaikowski bestehen.
Am 12. März 2020 wurde die Tour infolge des vorzeitigen Saisonabbruchs offiziell von der FIS abgesagt. Zuvor sollte sie unter Ausschluss der Öffentlichkeit stattfinden, jedoch war bereits die geplante Zwischenstation in Perm inklusive eines Besuches im Permer Theater gestrichen worden.

## Ursprünglicher Zeitplan
| Datum         | Ort           | Schanze               | Anmerkung                                     | Siegerin                                      | Zweite                                        | Dritte                                        | Führende                                      |
| ------------- | ------------- | --------------------- | --------------------------------------------- | --------------------------------------------- | --------------------------------------------- | --------------------------------------------- | --------------------------------------------- |
| 14. März 2020 | Nischni Tagil | Tramplin Stork, HS 97 | Saisonabbruch aufgrund der COVID-19-Pandemie. | Saisonabbruch aufgrund der COVID-19-Pandemie. | Saisonabbruch aufgrund der COVID-19-Pandemie. | Saisonabbruch aufgrund der COVID-19-Pandemie. | Saisonabbruch aufgrund der COVID-19-Pandemie. |
| 15. März 2020 | Nischni Tagil | Tramplin Stork, HS 97 | Saisonabbruch aufgrund der COVID-19-Pandemie. | Saisonabbruch aufgrund der COVID-19-Pandemie. | Saisonabbruch aufgrund der COVID-19-Pandemie. | Saisonabbruch aufgrund der COVID-19-Pandemie. | Saisonabbruch aufgrund der COVID-19-Pandemie. |
| 21. März 2020 | Tschaikowski  | Sneschinka, HS 102    | Saisonabbruch aufgrund der COVID-19-Pandemie. | Saisonabbruch aufgrund der COVID-19-Pandemie. | Saisonabbruch aufgrund der COVID-19-Pandemie. | Saisonabbruch aufgrund der COVID-19-Pandemie. | Saisonabbruch aufgrund der COVID-19-Pandemie. |
| 22. März 2020 | Tschaikowski  | Sneschinka, HS 140    | Saisonabbruch aufgrund der COVID-19-Pandemie. | Saisonabbruch aufgrund der COVID-19-Pandemie. | Saisonabbruch aufgrund der COVID-19-Pandemie. | Saisonabbruch aufgrund der COVID-19-Pandemie. | Saisonabbruch aufgrund der COVID-19-Pandemie. |
| Gesamtwertung |               |                       | Saisonabbruch aufgrund der COVID-19-Pandemie. | Saisonabbruch aufgrund der COVID-19-Pandemie. | Saisonabbruch aufgrund der COVID-19-Pandemie. | Saisonabbruch aufgrund der COVID-19-Pandemie. | Saisonabbruch aufgrund der COVID-19-Pandemie. |